# Jihovýchodní Evropa

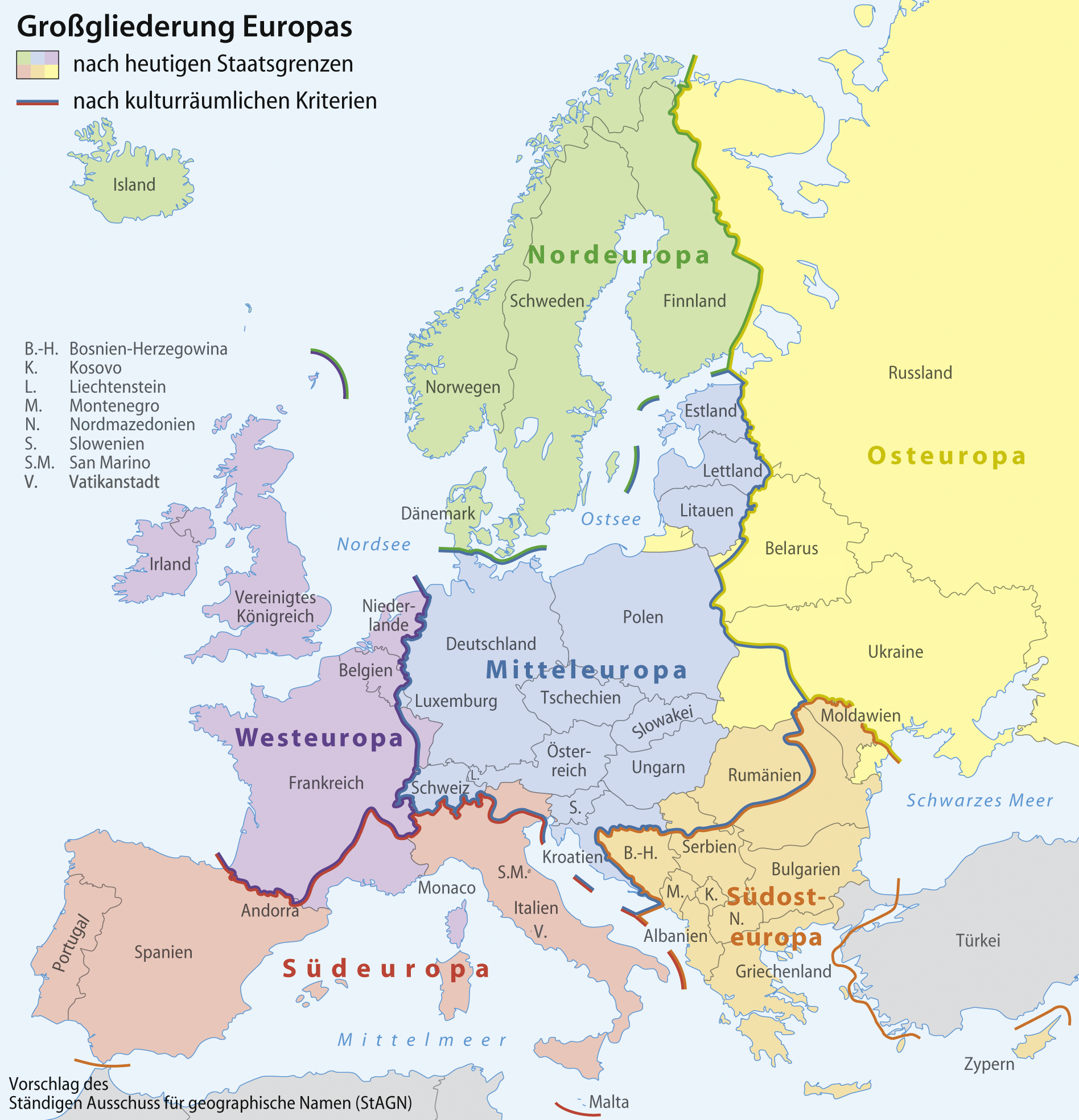
Jihovýchodní Evropa

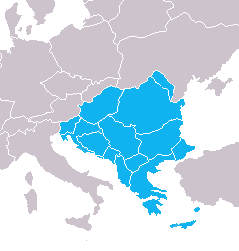
Jihovýchodní Evropa

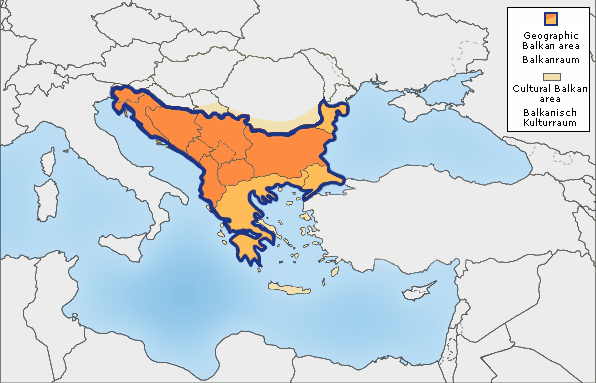
Státy jihovýchodní Evropy v širším a užším pojetí

Jihovýchodní Evropa je část Evropy na jihovýchodě kontinentu, která zahrnuje zejména území Balkánského poloostrova. Význam termínu není přesně vymezen, podle kontextu se do jihovýchodní Evropy řadí různé státy a území.

## Širší pojetí
- Albánie
- Bosna a Hercegovina
- Bulharsko
- Černá Hora
- Chorvatsko
- Kypr
- Maďarsko
- Moldavsko
- Rumunsko
- Severní Makedonie
- Slovinsko
- Srbsko
- Kosovo[p 1]
- Turecko (evropská část)

## Užší pojetí
V užším pojetí se mohou podle kontextu za státy jihovýchodní Evropy považovat pouze státy zasahující na území Balkánu, případně všechny kromě Turecka apod.
Řecko je často řazeno mezi státy jižní Evropy, Maďarsko a Slovinsko mezi státy střední Evropy a Moldavsko mezi státy východní Evropy.

## Geografie
Oblast se rozkládá na Balkánském poloostrově. Nejvyššími pohořími jsou Karpaty, Dinárské hory a Stara planina a Pindos. Největšími řekami jsou Dunaj, Sáva, Velká Morava a Marica.

### Největší města
- Bělehrad
- Bukurešť
- Sarajevo
- Sofie
- Zábřeb

## Historie
Ve 14. století dobyli území jihovýchodní Evropy Osmanští Turci. Podrobené národy si nezávislost vybojovali až v 1912 v první balkánské válce o rok později propukl konflikt mezi Řeckem a Srbskem na jedné straně a s Bulharskem na straně druhé. Po první světové válce vzniklo království Jugoslávie. Za druhé světové války bylo území obsazeno mocnostmi Osy. Po válce se všechny státy v oblasti, až na Řecko, Turecko a Kypr, staly součástí Východního bloku. Po roce 1989 padly komunistické režimy ve většině zemí jihovýchodní Evropy a začala občanská válka v Jugoslávii. EU se v roce 2004 rozšířila o Slovinsko, v roce 2007 o Bulharsko a Rumunsko, v roce 2013 o Chorvatsko.

## Obyvatelstvo
Převažují slovanské jazyky mezi které nepatří albánština, maďarština, rumunština, řečtina a turečtina. Mezi slovanské národy patří Bulhaři, Slovinci, Srbové, Chorvati, Bosňáci a Makedonci.